# Thonac (ruisseau)
Pour les articles homonymes, voir Thonac (homonymie).

Le Thonac, ou ruisseau de Thonac, ou ruisseau de Fanlac, est un ruisseau français du département de la Dordogne, affluent rive droite de la Vézère et sous-affluent de  la Dordogne.

## Toponymie
En occitan le cours d'eau porte le nom de Tonac.

## Géographie

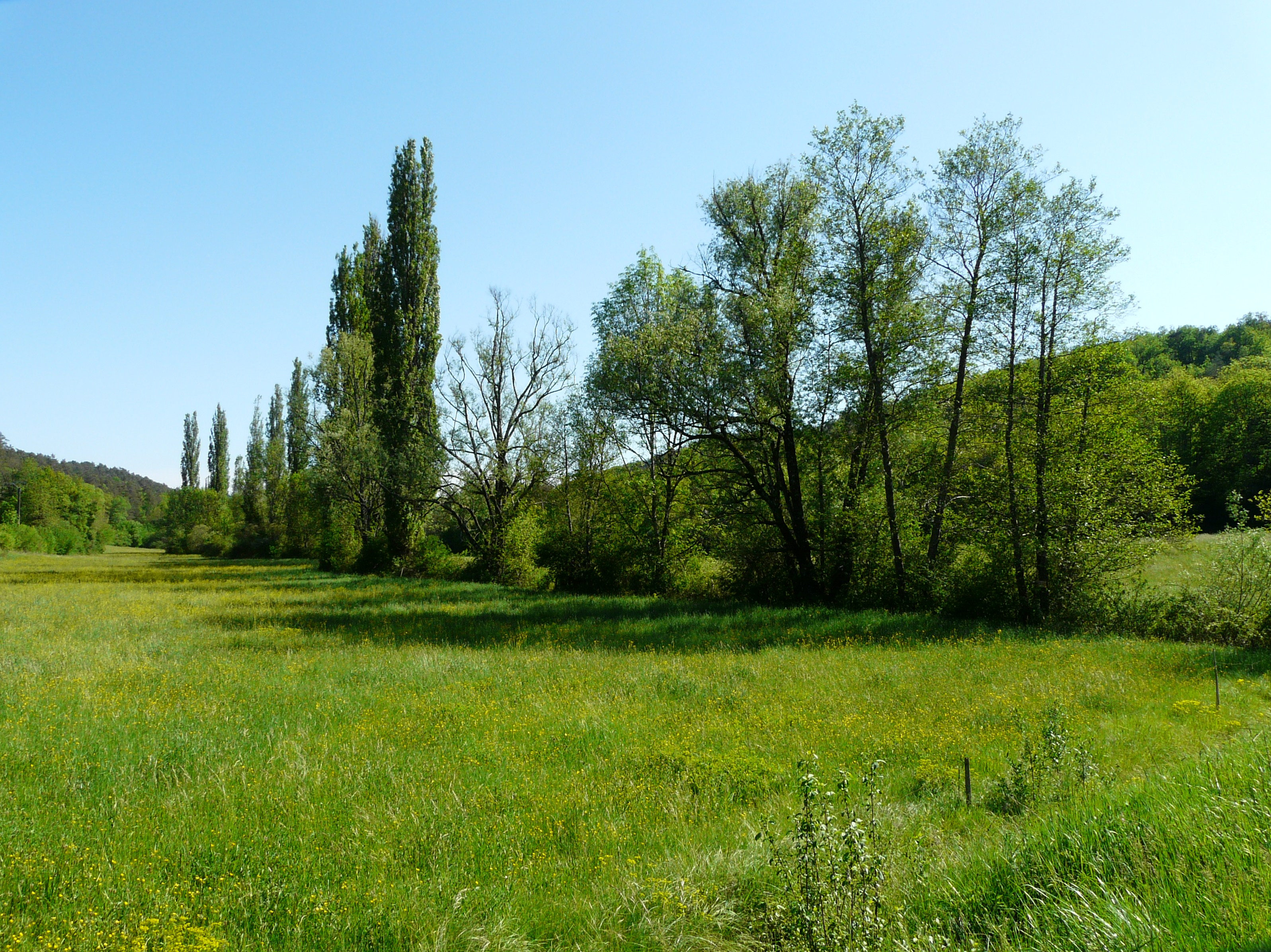
La vallée du Thonac à Fanlac.

Le Thonac prend sa source en Dordogne, vers 200 mètres d'altitude, à la fontaine de Fonbonnette, environ 300 mètres au nord-ouest du village de Bars, à l'est du lieu-dit Perfaure.
Il se jette en rive droite de la Vézère, à 65 mètres d'altitude, au sud-ouest du village de Thonac.
Si pour le Sandre, le Géoportail et le cadastre de la commune de Fanlac, il s'agit d'un ruisseau nommé le Thonac, le cadastre de Bars l'appelle ruisseau de Thonac quand le cadastre de Thonac le nomme ruisseau de Fanlac.
Sa longueur est de 11,5 km pour un bassin versant de 38 km2.

### Affluents
Parmi les quatre affluents du Thonac répertoriés par le Sandre, le plus long avec 3,1 km est le Gué en rive droite.

### Département et communes traversés
À l'intérieur du département de la Dordogne, le Thonac n'arrose que trois communes,, soit d'amont vers l'aval :
- Bars (source)
- Fanlac
- Thonac (confluent)

## Hydrologie

### Risque inondation
Un plan de prévention du risque inondation (PPRI) a été approuvé en 2000 à Thonac pour la Vézère, affectant ses rives  ainsi que la partie aval de son affluent le Thonac sur les 800 derniers mètres,.